# Non ti scordar di me (film)
Non ti scordar di me è un film del 1935 diretto da Augusto Genina.

## Produzione
Il film fu girato a Berlino più alcune scene sul transatlantico Bremen ormeggiato ad Amburgo, in lingua tedesca; in Italia giunse doppiato in italiano.
Per la parte musicale furono scritturati l'orchestra e il coro dell'Opera statale di Berlino, composti da 70 professori e 45 coristi.
Nel 1936 la casa di produzione inglese London Film acquisì i diritti del soggetto, creando un rifacimento diretto da Zoltán Korda, con un cast differente, ad eccezione di Gigli, dal titolo Forget Me Not, per il mercato statunitense intitolato Forever Yours.

## Distribuzione
Il film fu distribuito in Germania sul finire del 1935; in Italia arrivò nel gennaio 1936.
Nell'immediato dopoguerra, per volere del Psychological Warfare Branch, organismo del governo militare anglo-americano incaricato di supervisionare i mezzi di comunicazione di massa italiani, impose una nuova revisione; da questa scaturì la censura nei confronti del regista Augusto Genina: il suo nome fu rimosso dai titoli di testa del film.

## Critica
(Mario Gromo)

## Colonna sonora
Non ti scordar di me cantata da Beniamino Gigli